# Palazzo Pisani Gritti

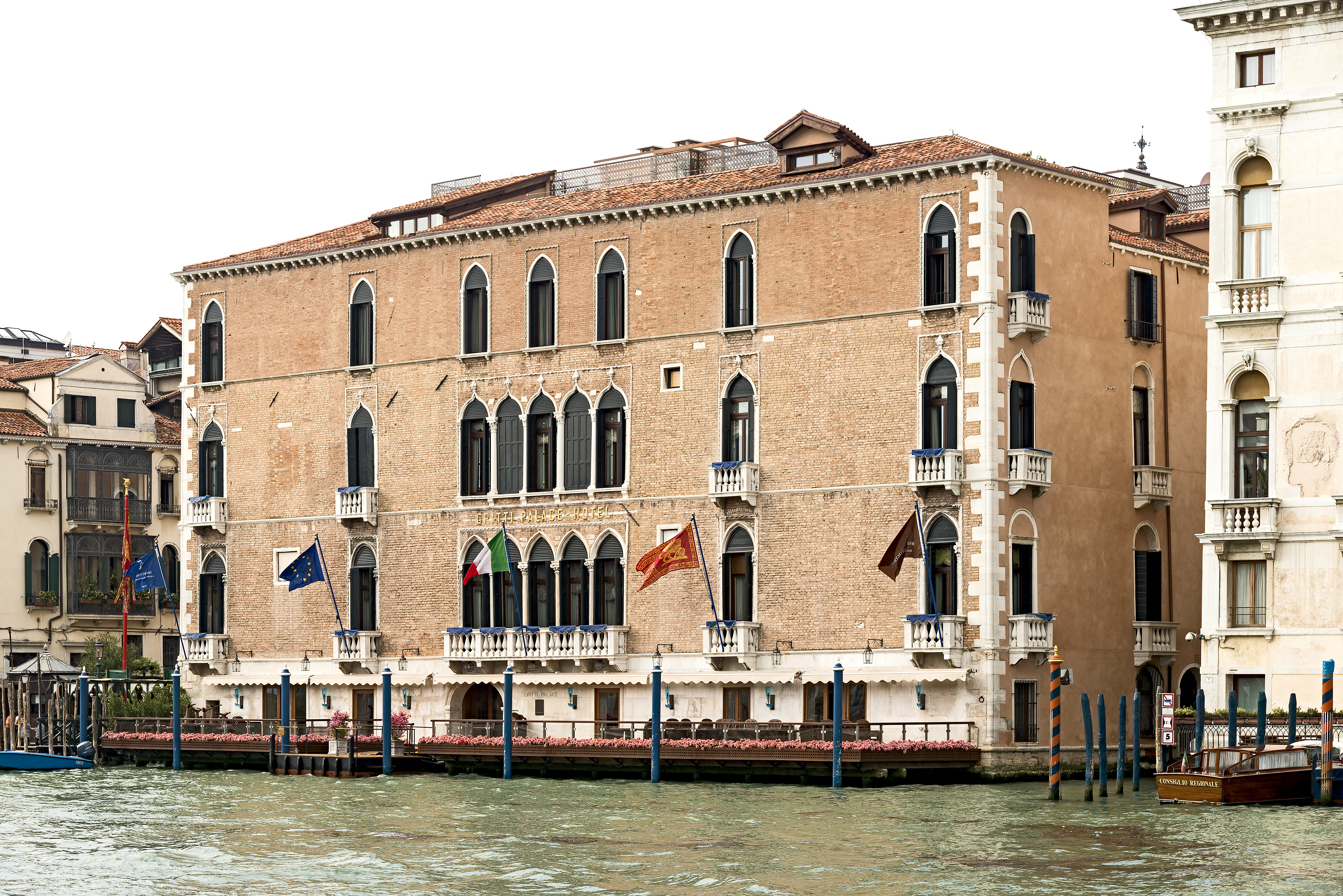
Hauptfassade des Palazzo Pisani Gritti

Palazzo Pisani Gritti ist ein Palast in Venedig in der italienischen Region Venetien. Er liegt im Sestiere San Marco mit Blick auf den Canal Grande. Gegenüber liegt die Basilika Santa Maria della Salute, links der Campo del Traghetto, an den wiederum die Kirche Santa Maria Zobenigo angrenzt.

## Geschichte

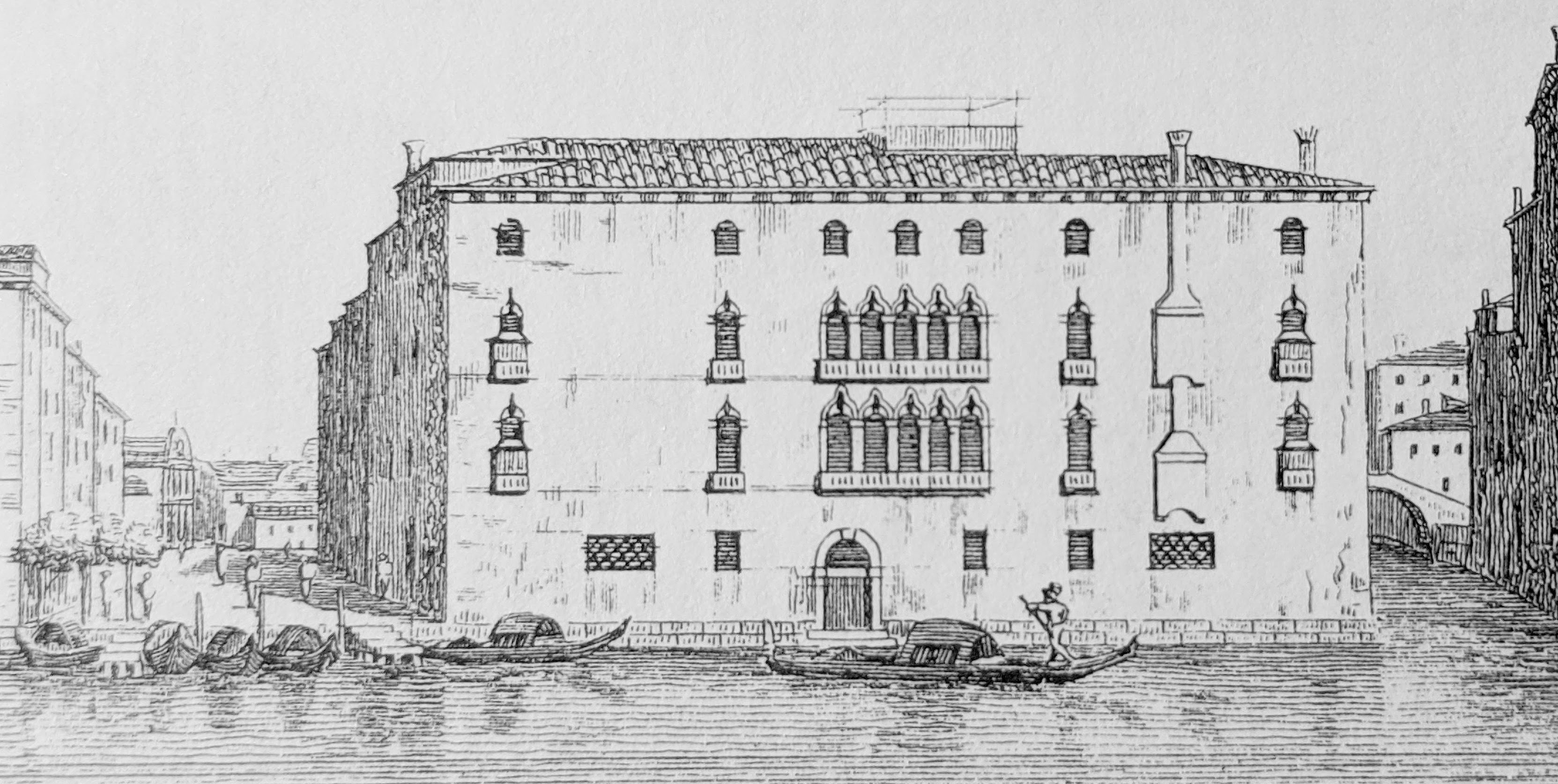
Antonio Quadri: Der Palast im Jahr 1828

Der Palast stammt aus dem 14. Jahrhundert und wurde ursprünglich als dreistöckiges Gebäude geplant. Die Fassade zum Campo del Traghetto stammt aus der Zeit der Umbauten im 16. Jahrhundert; gleichzeitig entstanden die Fresken, mit denen Giorgione für die Fassade zum Canal Grande beauftragt war, die aber – wie die an der Fondaco dei Tedeschi – verloren gingen.

### Spätere Umbauten
In der zweiten Hälfte des 19. Jahrhunderts wurde der Palast um eine Etage aufgestockt. Im 20. Jahrhundert wurde er in ein Luxushotel umgebaut; die heutige vordere Terrasse im ersten Obergeschoss, zum Canal Grande hin, wurde angebaut.

## Beschreibung
Der Palazzo Pisani Gritti ist ein vierstöckiges Gebäude. Das Erdgeschoss ist sehr niedrig; darüber erheben sich die drei Hauptgeschosse, alle im gotischen Stil, für den die Spitzbogenfenster typisch sind. Die beiden unteren Hauptgeschosse haben je ein elegantes Fünffachfenster in Mitte und auf beiden Seiten der Mittelfenster je zwei Einzelfenster. Im ersten Hauptgeschoss haben die Fenster Spitzbögen, im zweiten Kielbögen. Im obersten Hauptgeschoss, das etwa um 1890 entstand, ist das Fünffachfenster in der Mitte durch drei Einzelfenster mit Zwischenräumen ersetzt; alle diese Fenster sind – wie im ersten Obergeschoss – mit Spitzbögen versehen. Alle Fenster im ersten Obergeschoss und die Einzelfenster im zweiten Obergeschoss haben vorspringende Steinbalkone mit Balustern.